# Crying in the Rain (The Everly Brothers)
Crying in the Rain è un brano musicale scritto da Howard Greenfield e Carole King e registrato originariamente dal gruppo The Everly Brothers, che lo ha pubblicato come singolo nel 1962.

## Tracce
Side A
1. Crying in the Rain - 1:59

Side B
1. I'm Not Angry - 1:58

## Versione degli a-ha
Nel 1990 il gruppo norvegese a-ha ha pubblicato la sua cover del brano, come primo singolo estratto dall'album East of the Sun, West of the Moon.

### Video
Il videoclip degli a-ha è stato diretto da Steve Barron.

### Tracce
- 7"

1. Crying in the Rain (Album Version) – 4:25
2. (Seemingly) Nonstop July – 2:55